# Johann Esaias von Seidel

Marmorbüste v. Seidels im Stadtmuseum Sulzbach-Rosenberg

Johann Esaias von Seidel (* 28. April 1758 in Ortenburg; † 20. November 1827 in Sulzbach) war ein Drucker, Verleger und Publizist des 19. Jahrhunderts. Seidel förderte mit seinen verlegerischen und publizistischen Aktivitäten die Reformen von Montgelas. Zudem war er ein Förderer der Ökumene.

## Leben und Werk

### Herkunft und Kindheit
Seidel wurde in Ortenburg als viertes von acht Kindern des protestantischen Pfarrers Georg Stephan Alexander Seidel und seiner Gattin Anna Margarete, geborene Faust geboren. Er stammte aus einer gebildeten lutherischen Theologenfamilie. Von Ortenburg zog Seidel bereits 1766 nach Sulzbach zu seinem Onkel Georg Abraham Lorenz Lichtenthaler (1711–1780). Dieser betrieb dort in vierter Generation die älteste von vier Verlagsdruckereien (gegründet 1664).

### Seidel als Drucker und Verleger
Bei seinem Onkel Lichtenthaler erlernte er das Druckerhandwerk und begab sich 1777 auf Wanderschaft, die ihn unter anderem zu Johann Baptist Rotermundt nach Regensburg führte. Als ihm dort 1780 die Faktorenstelle angeboten wurde, starb Lichtenthaler. Seidel kehrte auf Wunsch der Witwe nach Sulzbach zurück, um die Verlagsdruckerei weiterzuführen. 1785 kaufte Seidel diese und übernahm zusätzlich die lutherische (1790) und die katholische (1797) Druckerei samt deren Privilegien. Seidel weitete das Geschäft rasch aus. 1790 wurde er zum Königlich-Bayerischen Kommerzienrat ernannt. Er baute enge Kontakte zum modernen norddeutschen Buchwesen auf und schuf ein weitgespanntes Beziehungsnetz in Kunst und Kultur, Kirche und Politik, Staatsverwaltung, Schulwesen und Wissenschaft hinein.
1821 wurde er in den erblichen Adelstand erhoben. Er starb am 20. November 1827.
Zeitgenossen (wie 1823 der Verleger Friedrich Christoph Perthes) rühmten Seidels außergewöhnliche Geschäftstüchtigkeit, welche stets mit einem umfassenden sozialen Verantwortungsbewusstsein gepaart war. So nahm er 1822 nach einem Stadtbrand die betroffene hebräische Druckerei bei sich auf, obwohl ihm dadurch selbst Kapazitätsengpässe entstanden.

## Geistesgeschichtliche Bedeutung

### Förderer der bayerischen Reformen
Vergleichbar mit den Stein-Hardenbergschen Reformen in Preußen trieb in Bayern Graf Maximilian von Montgelas, unterstützt von den Freiherren von Aretin, die Verwaltungsmodernisierung voran. Mit dem Grafen Montgelas verband von Seidel ein Vertrauensverhältnis, sodass die offizielle Publizistik der bayerischen Regierung in seinem Verlag veröffentlicht wurde. Umgekehrt unterstützte von Seidel die Reformen Montgelas’, indem er 1801 bis 1804 eine Zeitschrift mit dem Titel „Der Genius von Bayern unter Maximilian IV“ verlegte, die von Johann Georg von Aretin herausgegeben wurde. Ihre Aufgabe war es, die früheren Missstände im staatlichen und öffentlichen Leben in deutlichen Gegensatz zu den Reformen Montgelas’ zu stellen.
Die Monatsschrift Allemania, die Johann Georgs jüngerer Bruder Johann Christoph von Aretin 1815 bis 1816 herausgab, wandte sich gegen den romantischen Nationalismus insbesondere von Ernst Moritz Arndt und Johann Gottlieb Fichte und stellte dem den aufklärerischen Geist der bayerischen Staatsreformer entgegen.

### Förderer der Irenik
Seidels Bedeutung für die süddeutsche Geisteskultur um 1800 liegt in seiner konsequent irenischen Haltung. Unter Irenik würde man heute verkürzt ausgedrückt die Ökumene verstehen. Seidel vermittelte nicht nur zwischen Protestantismus und Katholizismus, sondern auch zwischen Aufklärung und Romantik, Nord- und Süddeutschland. Als Pionier der Ökumene baute er mit großem Einsatz eine interkonfessionelle Bibelanstalt auf. Hier erschien ab 1810 mit königlich-bayerischem Privileg erstmals eine gemeinsame Bibeledition für Katholiken, Lutheraner und Reformierte.
Obwohl Seidel selbst protestantisch war, wurde sein Unternehmen zu einem der wichtigsten Verlage für den süddeutschen Katholizismus im 19. Jahrhundert.

### Rettung des Sulzbacher Schlosses
1807 erwarb Seidel das seit 1794 leer stehende Sulzbacher Schloss und führte dort alle seine Betriebsstätten zusammen. Er rettete damit das Schloss vor dem Verfall. Auf dem Schlossberg ließ er aufwendige Terrassengärten anlegen und ein „Pantheon“ mit 18 Porträtbüsten bedeutender Gelehrter, Kirchen- und Staatsmänner errichten. An beiden Projekten war der Bildhauer Joseph Kirchmayer beteiligt, der für Sulzbach unter anderem eine lebensgroße Minerva-Statue aus Blei schuf, die als Musterbeispiel des neueren bayerischen Metallgusses gilt und heute den Hinterhof vor dem Seidel-Saal schmückt.

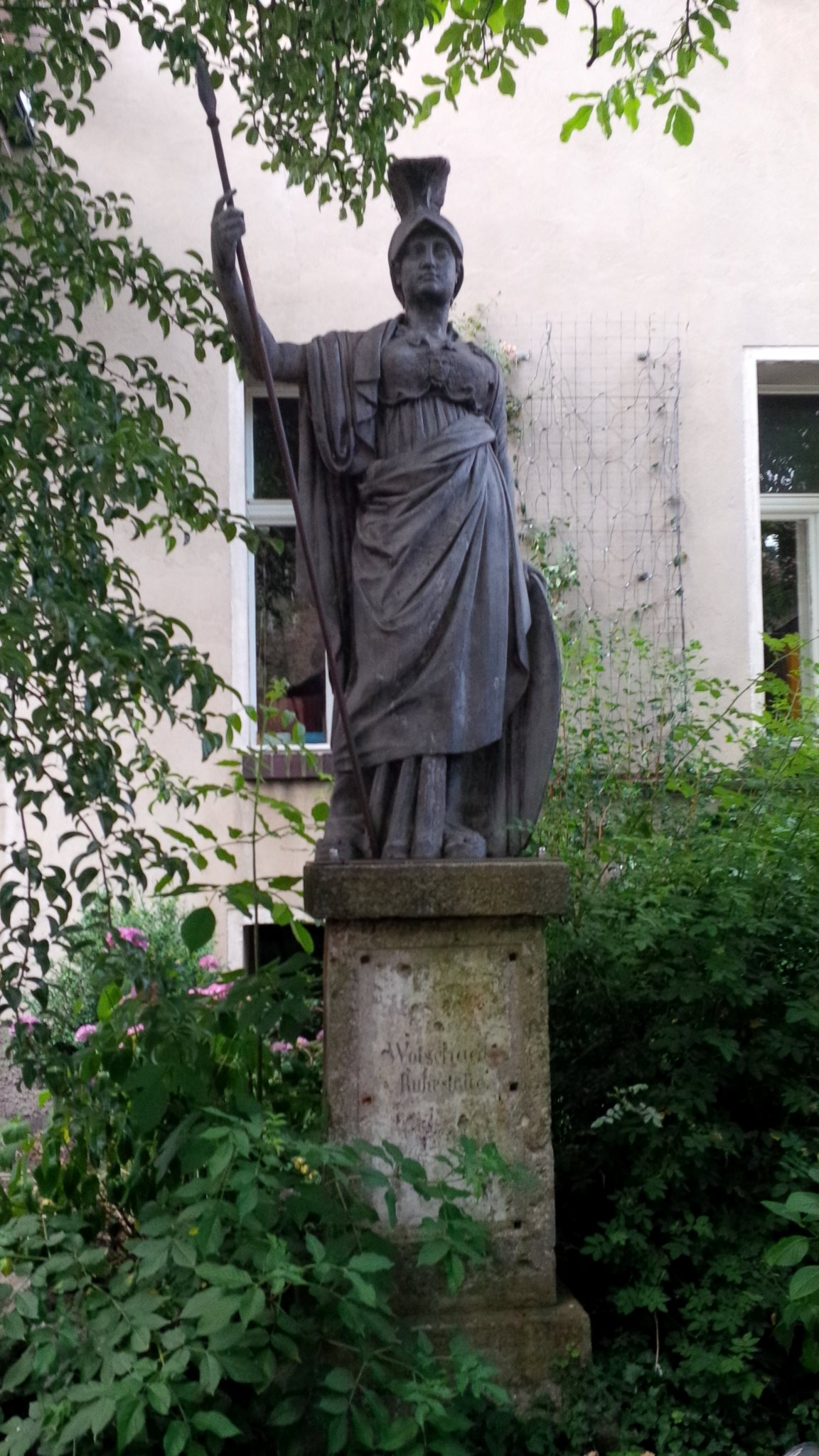
Statue der Minerva von Joseph Kirchmayer

## Historische Druckerei J. E. v. Seidel

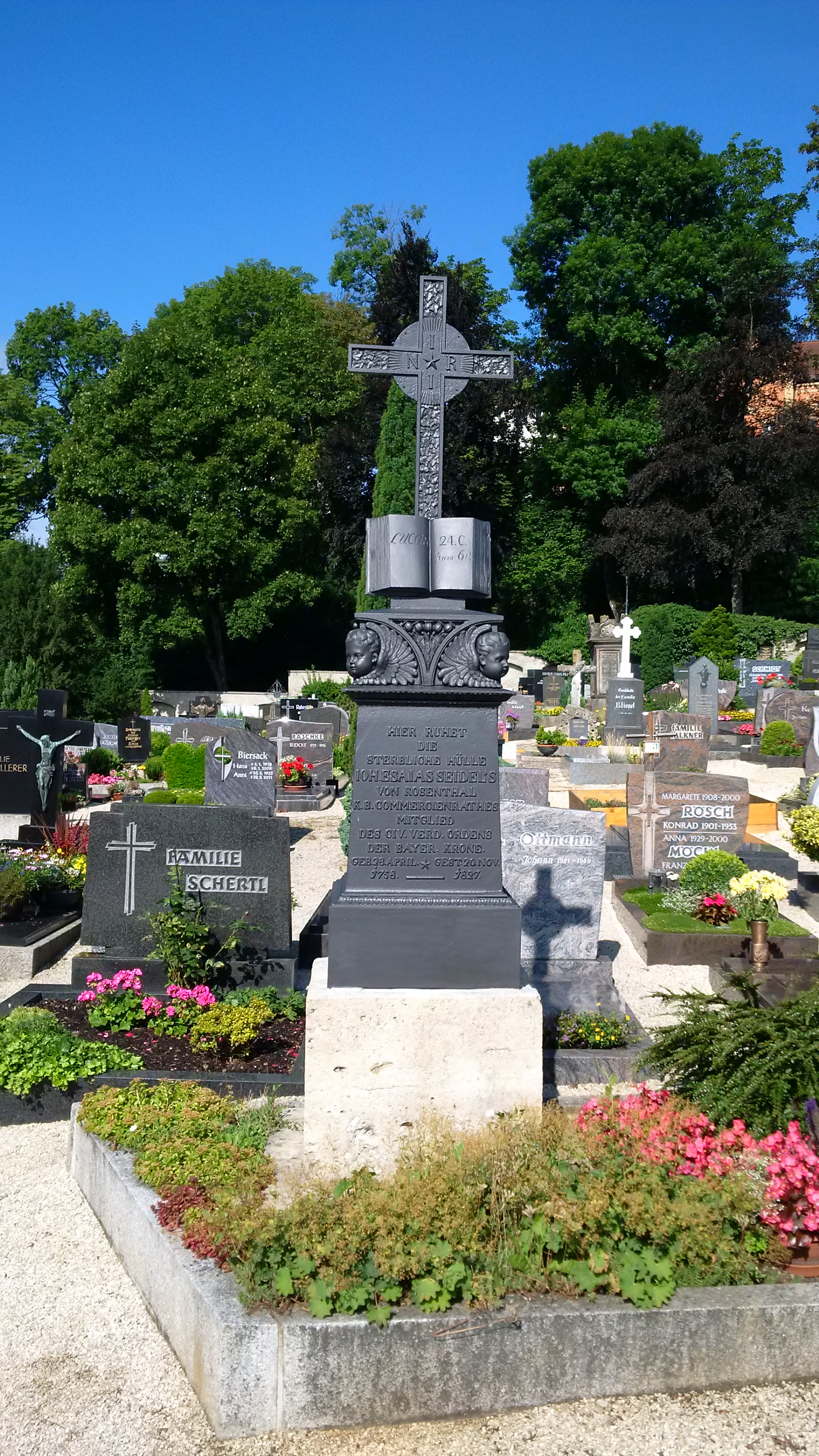
Grabmal von Johann Esaias von Seidel auf dem Stadtfriedhof von Sulzbach-Rosenberg nach der Renovierung

Nach Seidels Tod 1827 traten seine Söhne zunächst die Nachfolge an, verkauften dann 1854 an Friedrich Pustet aus Regensburg. Pustet verkaufte 1862 das Schloss und bezog kleinere Räume am Sulzbacher Luitpoldplatz. 1877 übergab die Friedrich Pustet KG die Firma an den Dietrich Wotschack, der bereits seit 1848 Prokurist der Firma war. Dessen Urenkel Ingo Wotschack führte (nach Einstellung des Druckereibetriebs 1976) noch bis zu seinem Tod 2006 die „J. E. v. Seidel’sche Buchhandlung“ in Sulzbach-Rosenberg.
Noch 2006 begann eine intensive wissenschaftliche Bestandsaufnahme und Untersuchung des umfangreichen, überregional bedeutenden Nachlasses, der das Verlagsarchiv und die Verlagsbibliothek aus dem 17. bis zum 20. Jahrhundert umfasst. Erste Ergebnisse wurden 2008 publiziert. Als „Sensationsfund“ wurde dabei die Entdeckung der Bildergeschichte „Der Kuchenteig“ von Wilhelm Busch gewertet, die eine bislang unbekannt Vorstudie zu „Max und Moritz“ darstellt. Diese wurde 2010 im Insel-Verlag in der Reihe Insel-Bücherei als IB 1325 veröffentlicht. Die weitere Erschließung des Nachlasses, in die bislang rund viereinhalbtausend Stunden ehrenamtlicher Arbeit investiert wurde, dauert noch an.
Der Ausbau der Räume der Seidelschen Druckerei zu einem Ausstellungszentrum und Veranstaltungssaal wurde 2010 begonnen und im April 2011 mit einer feierlichen Eröffnung als Seidel-Saal abgeschlossen. Die Finanzierung erfolgte über LEADER-Mittel, Spenden und ehrenamtliche Eigenleistung der Stadtbevölkerung.
Der Seidel-Saal hat sich inzwischen neben den Veranstaltungen des Fördervereins als Veranstaltungsort etabliert, insbesondere für Veranstaltungen der Kulturwerkstatt Sulzbach-Rosenberg.
Weiter wurde im Nachlass ein Tangentenflügel im Originalzustand entdeckt. Er wurde 2012 nach umfangreicher Restaurierung im Rahmen eines Konzertes der Öffentlichkeit vorgestellt.

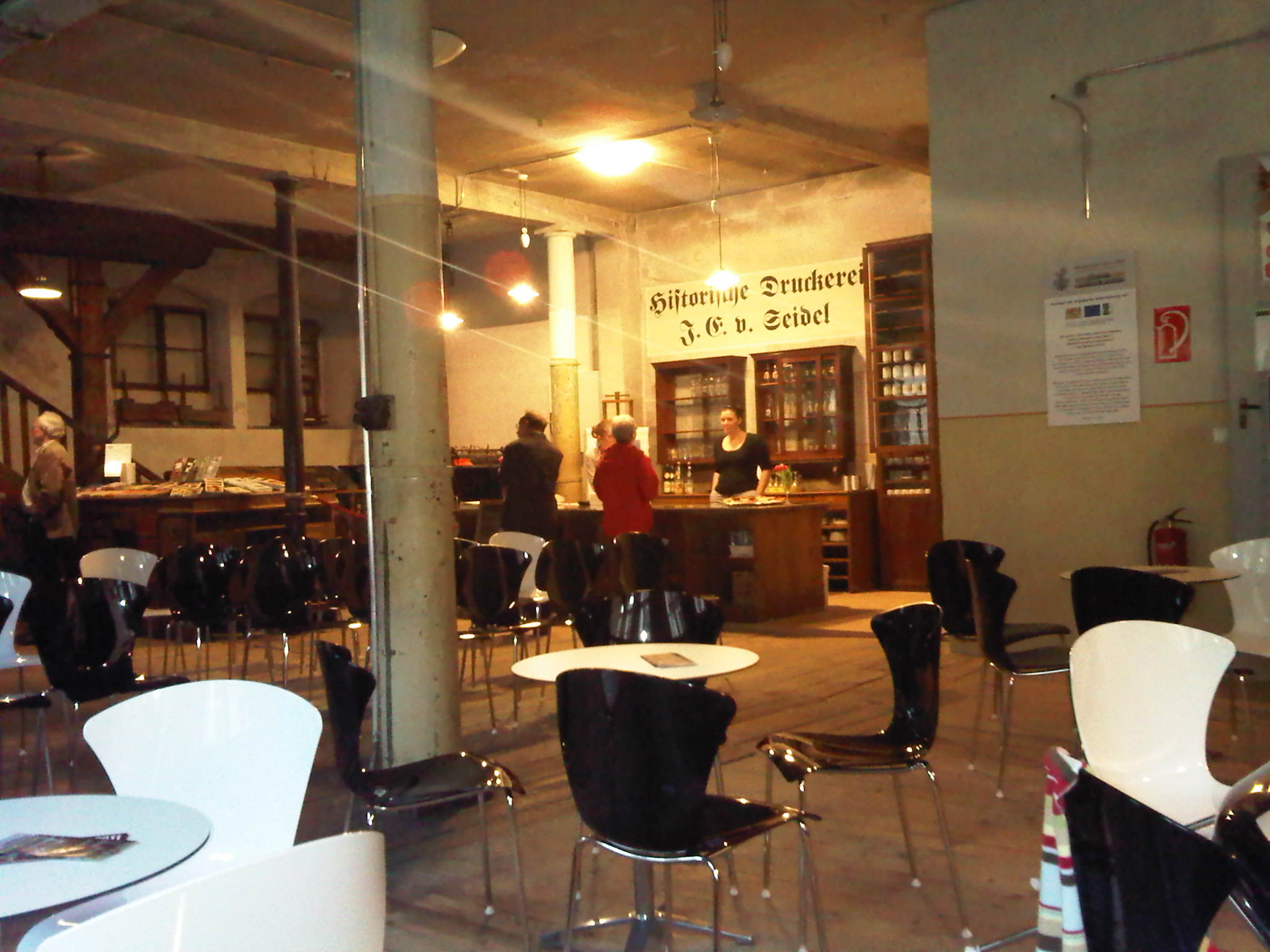
Der renovierte „Seidel-Saal“ in der historischen Druckerei